# Juan Carlos I.

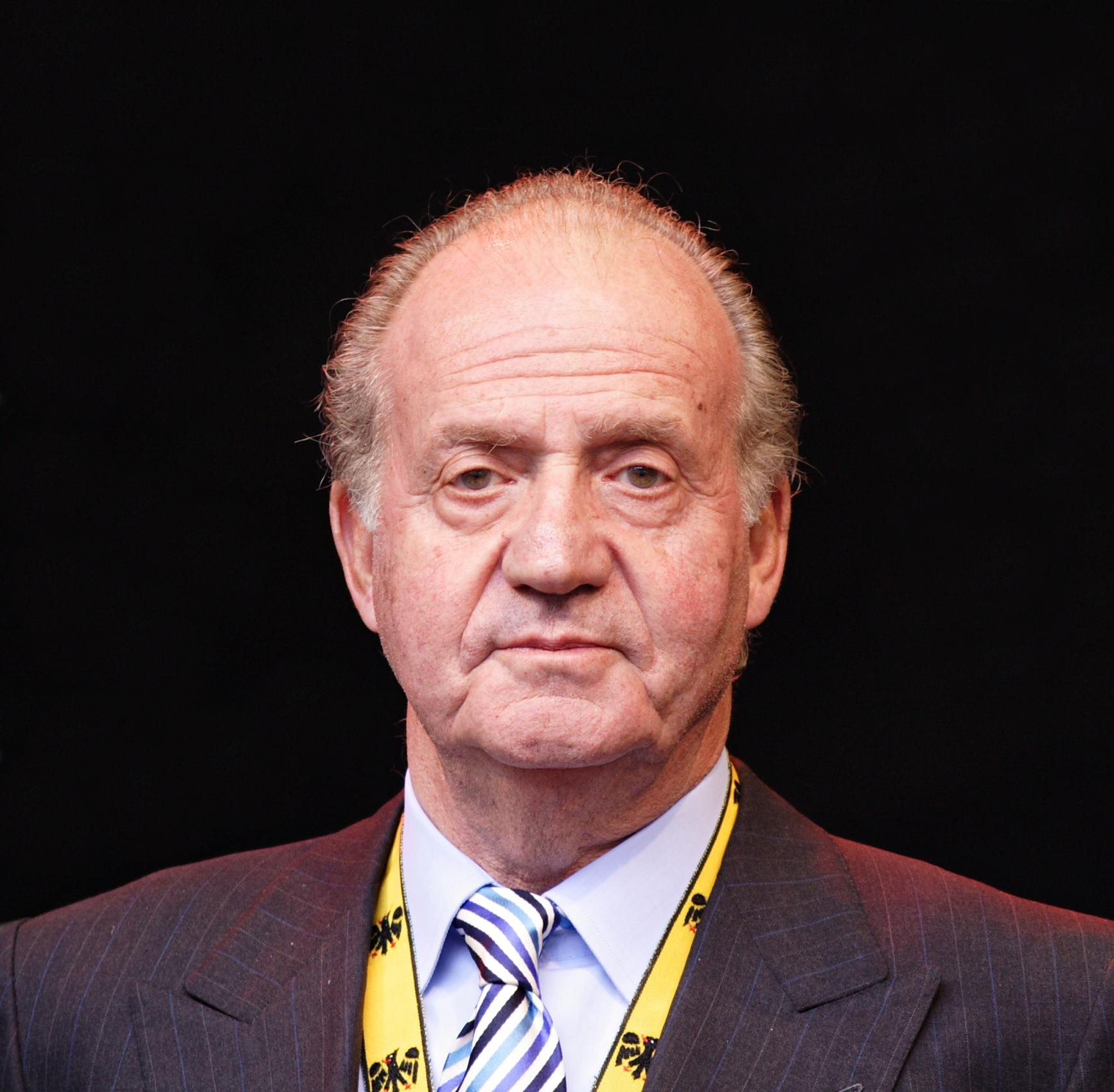
König Juan Carlos I. (2007)

Juan Carlos I. [xwaŋˈkaɾlos] (* 5. Januar 1938 in Rom, Italien als Juan Carlos Alfonso Víctor María de Borbón y Borbón-Dos Sicilias; die deutsche Form Johann Karl I. ist im Gegensatz zu historischen Monarchen ungebräuchlich) war vom 22. November 1975 bis zum 18. Juni 2014 König von Spanien. Auch nach seiner Abdankung trägt er auf Lebenszeit den Ehrentitel König. Der aus dem Haus der Bourbonen stammende Monarch spielte eine entscheidende Rolle bei der Transition in Spanien, dem Übergang von der franquistischen Diktatur zur parlamentarischen Erbmonarchie nach dem Tode Francisco Francos.
Nachdem er am 2. Juni 2014 seine Abdankung angekündigt hatte, unterzeichnete er am 18. Juni das entsprechende Gesetz, mit dessen Inkrafttreten sein Sohn Felipe am 19. Juni 2014 als König Felipe VI. von Spanien seine Nachfolge antrat. Anlass seiner Abdankung war, dass außereheliche Affären, eine Elefantenjagd in Afrika und der Finanzskandal um Schwiegersohn Iñaki Urdangarin das Ansehen des Königshauses beschädigt hatten. Als die spanische Staatsanwaltschaft drei Ermittlungen gegen ihn einleitete, unter anderem in der Schmiergeldaffäre um den Bau der Bahnstrecke Medina–Mekka und um Millionenkonten in der britischen Steueroase Jersey, verließ er im August 2020 Spanien. Er lebte zwei Jahre lang im Exil in Abu Dhabi.

## Leben

### Kindheit und Jugend
Juan Carlos de Borbón y Borbón ist der älteste Sohn von Juan de Borbón y Battenberg (aus dem Haus Bourbon-Anjou) und dessen Gemahlin María de las Mercedes de Borbón y Orleans (aus dem Haus Bourbon-Sizilien). Drei seiner vier Großeltern waren gebürtige Bourbonen.
Sein Großvater, König Alfons XIII., war 1931 nach der Ausrufung der Zweiten Spanischen Republik ins Exil gegangen. Durch den Sieg der Franquisten im Spanischen Bürgerkrieg (1936–1939) war Spanien erneut zur Diktatur geworden, wie schon von 1923 bis 1930 unter Primo de Rivera. Diesmal blieben die Bourbonen allerdings im Exil in Rom, wo Juan Carlos 1938 geboren wurde.
Für die Sicherung seiner Nachfolge hatte der Diktator Francisco Franco bereits 1947 ein durch Volksabstimmung bestätigtes Gesetz erlassen, wonach Spanien wieder zur Monarchie erklärt wurde, die Besetzung des Thrones (durch einen Prinzen aus königlichem Hause) und der Zeitpunkt dafür jedoch Franco vorbehalten blieben. Legitimer Thronfolger wäre Juan Carlos’ Vater gewesen, dessen beide ältere Brüder auf die Thronfolge verzichtet hatten. Der Großvater, König Alfons XIII., befand sich seit der Ausrufung der Zweiten Republik im Exil in Rom. Als der Ex-Monarch 1941 in Estoril in Portugal starb, war Juan Carlos’ Vater insofern zum Gegenspieler Francos geworden, als er von Spaniens Diktator unablässig die Restauration der Monarchie gefordert hatte. In einer langen Unterredung am 25. August 1948 einigten sich der Diktator und das Oberhaupt des Königshauses darauf, den ältesten Sohn Juans, Juan Carlos, durch Franco zu dessen Nachfolger ausbilden zu lassen und so die Monarchie nach Francos Tod zu restaurieren. Juan Carlos sollte für seine Rolle als faschistischer König ausgebildet werden.
Juan Carlos kam daraufhin im Alter von zehn Jahren nach Spanien, wo er 1952 an der San-Isidro-Schule in Madrid das Abitur ablegte und danach die Militärakademien von Saragossa (allgemein, 1955–1957), Marín (Provinz Pontevedra, Marine, 1957/58) und San Javier (Murcia, Luftwaffe, 1958/59) besuchte. Anschließend studierte er von 1960 bis 1961 an der Complutense Universität in Madrid (Alcalá de Henares) die Fächer Verfassungsrecht, Internationales Recht, Wirtschaftswissenschaften und Besteuerung.
Am 29. März 1956 starb Juan Carlos’ 14-jähriger Bruder Alfonso im Exil in Estoril bei einem Unfall mit einer Schusswaffe. Der damals 18-jährige Juan Carlos war der einzige Zeuge. Die offizielle Erklärung lautete, dass sich während der Reinigung der Waffe ein Schuss gelöst habe. Die Kugel traf Alfonso in die Stirn; er starb wenige Minuten später an den Folgen der Verletzung. Vermutlich handelte es sich bei dieser in Spanien selten erwähnten Tragödie um einen Unfall. Gerichtlich untersucht, wie auch von Juan Carlos’ Onkel Jaime, dem älteren Bruder des Vaters, gefordert, wurde der Vorfall jedoch nie. Es wurde auch nie geklärt, wer von den beiden Jugendlichen den Schuss ausgelöst hatte. Die Waffe, aus welcher der tödliche Schuss stammte, wurde von Juan Carlos’ Vater persönlich im Meer versenkt.

### Ehe und Familie

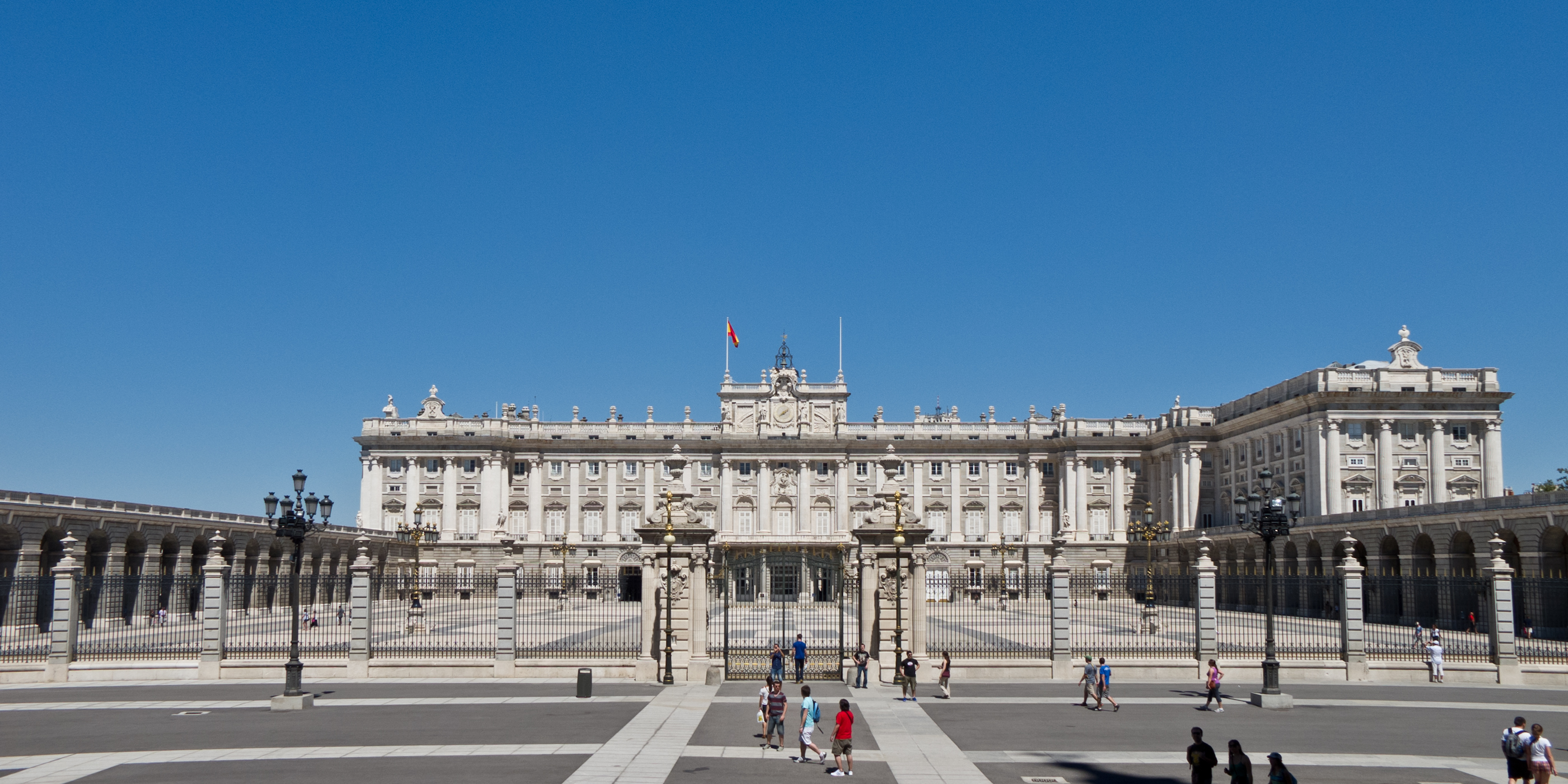
Palacio Real (Madrid)

Am 14. Mai 1962 heiratete Juan Carlos in Athen die Prinzessin Sophia von Griechenland. Aus dieser Ehe stammen die Kinder Elena (* 20. Dezember 1963), Cristina (* 13. Juni 1965) und Felipe (* 30. Januar 1968). Seit der Eheschließung wohnt und arbeitet die königliche Familie im Zarzuela-Palast nordwestlich von Madrid, einem ehemaligen Jagdschloss, das dem jung vermählten Ehepaar von Franco zugewiesen worden war. Nach der Thronbesteigung verzichteten Juan Carlos und Sophia darauf, in den gartenlosen und unwohnlichen Königspalast in der Innenstadt umzuziehen, der jedoch für Repräsentationszwecke genutzt wird und als Sitz der Hofbehörden dient. Daneben bewohnen sie noch den Alcázar von Sevilla sowie einen Sommersitz in Palma de Mallorca.

## Regentschaft

### Prinz von Spanien (1969–1975)

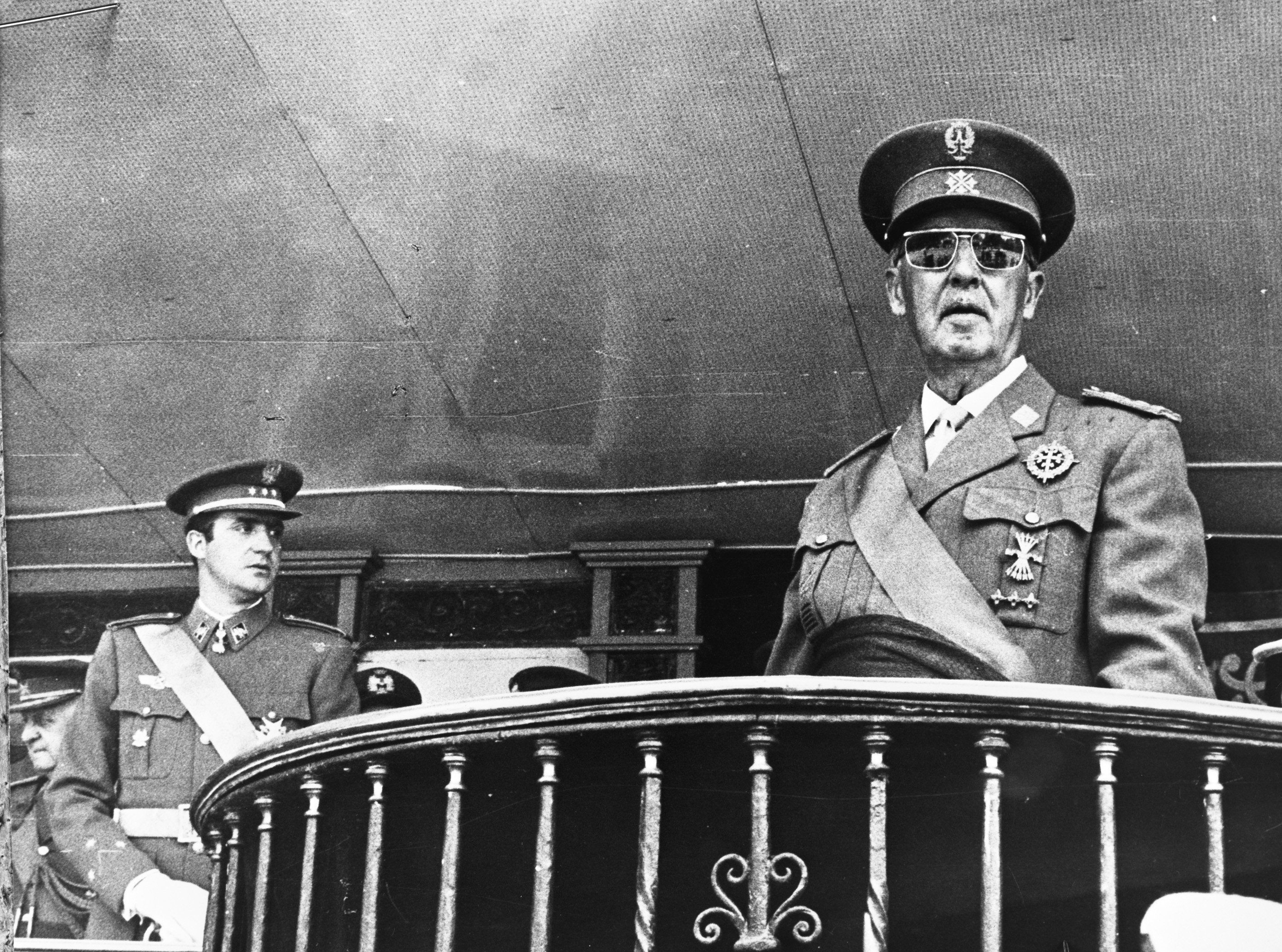
Francisco Franco und sein designierter Nachfolger Juan Carlos de Borbón beim Abhalten einer Militärparade des spanischen Heeres, 5. Juni 1969

Seit 1947 war Spanien offiziell wieder ein Königreich, allerdings ohne einen König. Francisco Franco war zwar Monarchist, zögerte aber, den Thronanwärter (nachdem dessen zwei ältere Brüder auf den Thron verzichtet hatten), Juan Carlos’ Vater, zu nominieren, da dieser als Gegner der Franco-Diktatur galt und eine parlamentarische Monarchie einforderte. Er erwog daher verschiedene andere Optionen, darunter Otto von Habsburg, dessen Haus vor den Bourbonen Spanien regiert hatte, der aber kein Interesse zeigte. Franco entschied sich dann, einige junge Bourbonen-Prinzen aus dem Exil nach Spanien zurückzuholen und unter seiner Aufsicht ausbilden zu lassen, darunter neben Juan Carlos auch dessen Vettern Alfonso, Gonzalo und Carlos.
Schließlich setzte er 1969, nach der Geburt von Juan Carlos’ Sohn Felipe, per Gesetz fest, dass nach seinem Tod Juan Carlos als König das Amt des Staatsoberhaupts einnehmen solle, und ernannte ihn zum Príncipe de España, einem zu diesem Zweck neu geschaffenen Titel. Der Verfassung nach sollte dies eine Königsdiktatur werden, weshalb Juan Carlos’ Vater auch die geforderte Verzichtserklärung für seine Person verweigerte. Alfonso, dessen Vater seinen Verzicht auf die Thronfolge inzwischen widerrufen hatte, stimmte der Nominierung von Juan Carlos zu, versah dies aber 1972 – nachdem Franco ihn mit einer seiner Enkeltöchter verheiratet hatte – mit Vorbehalten.

### Inthronisierung (1975)

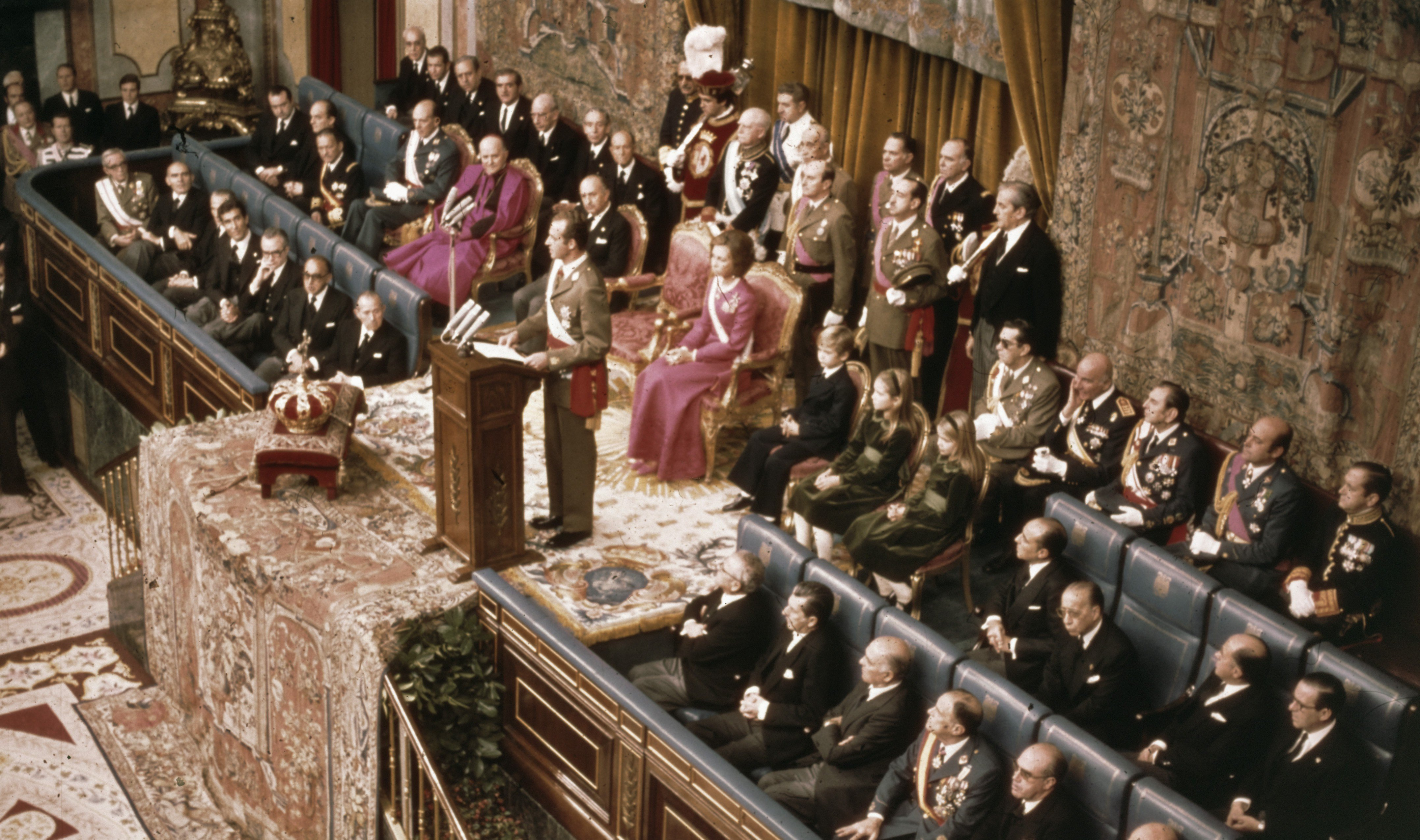
Am wurde Juan Carlos zum König proklamiert.

Franco starb am 20. November 1975. Bereits zwei Tage danach, am 22. November 1975, wurde Juan Carlos zum König proklamiert. Aus legitimistischer Sicht wurde seine Herrschaft jedoch erst 1977 anerkannt, als sein Vater formell auf den Thron verzichtete. In seiner Thronrede betonte Juan Carlos I., dass „eine freie und moderne Gesellschaft die Beteiligung aller in den Entscheidungszentren, den Medien, den unterschiedlichen Ebenen des Erziehungswesens und der Kontrolle des nationalen Wohlstands“ erfordere. Er sah sich, wie er weiter ausführte, als „König aller Spanier, Wächter der Verfassung und Kämpfer für die Gerechtigkeit“.
Als der damals 37-Jährige den über vier Jahrzehnte verwaisten Thron bestieg, hatten die Spanier keine großen Erwartungen an ihn. Er wurde als der „Ziehsohn Francos“ wahrgenommen, viel mehr Eindrücke hatte man nicht von ihm. Kurz nach Francos Tod erhob der König dessen Tochter Carmen Franco y Polo zur erblichen Herzogin von Franco.
Über den Einsatz des jungen Königs für ein neues, demokratisches Spanien waren die Bürger überrascht. Im Juni 1976 reiste das junge Königspaar auf Einladung von Präsident Gerald Ford in die USA. Am 1. Juli 1976 nötigte er Carlos Arias Navarro, Ministerpräsident seit der Jahreswende 1973/1974, zum Rücktritt. Als eine seiner klügsten Entscheidungen wurde später die Benennung des ehrgeizigen, aber damals noch unbekannten Politikers des Franco-Regimes Adolfo Suárez als Nachfolger gesehen. Die ersten freien Wahlen zum Parlament wurden im Sommer 1977 abgehalten.
Juan Carlos definierte rückblickend seine Rolle vor Francos Tod so: „Ich hatte sehr viel zu sagen, aber ich zog es vor zu schweigen, denn der kleinste Satz, das kleinste Wort konnte zu meinem Nachteil ausgelegt werden.“

### König
Juan Carlos’ Rolle gilt als wesentlich für die in den Folgejahren stattfindende Demokratisierung Spaniens. 1978 nahm die spanische Bevölkerung mit 88-prozentiger Mehrheit die Verfassung an, wodurch Spanien zu einer parlamentarischen Monarchie wurde. Erster Ministerpräsident des demokratischen Spaniens wurde Adolfo Suárez. Zuvor war es Suárez gelungen, die eigenen franquistischen Weggefährten von früher davon zu überzeugen, ihre Macht aus den Händen zu geben. „Mehr als Motor des Wandels war Juan Carlos sein Schutzschild“, schrieb der Historiker Javier Tusell über die Rolle des Königs zurückblickend. Suárez, erst 43 Jahre alt, scharte eine Gruppe von Politikern seiner Generation um sich, die ihre demokratischen Überzeugungen auf verschiedenen Wegen kundgetan hatten. Gemeinsam mit anderen konvertierten Falangisten, die sich den Sozialdemokraten, Liberalen, Christdemokraten anschlossen, beseitigte er zwischen 1976 und 1979 das franquistische Regime, wobei es ihm gelang, beide Seiten zu überzeugen: einerseits skeptische Franquisten von der Notwendigkeit demokratischer Reformen, andererseits demokratische und linke Kräfte vom Verzicht auf eine Abrechnung mit den Gewinnern des Bürgerkrieges.
Am 23. Februar 1981 versuchten Angehörige der Armee, die der Franco-Diktatur nachtrauerten, unter General Milans del Bosch und der paramilitärischen Polizeitruppe Guardia Civil unter Oberstleutnant Antonio Tejero einen Militärputsch. Tejero stürmte dabei das Parlament, wo Leopoldo Calvo-Sotelo gerade zum Regierungschef gewählt werden sollte. Mitverschwörer Milans del Bosch ließ in Valencia Panzer auffahren. Mit dem entschlossenen Auftreten des Königs als Oberbefehlshaber der Armee, der sich im Rahmen einer landesweit ausgestrahlten Fernsehansprache eindeutig für die Demokratie aussprach und das Militär auf seine Seite zog, konnte der Staatsstreich noch in der Nacht vereitelt werden. Sein damals 13-jähriger Sohn musste dabei bei ihm in seinem Arbeitszimmer ausharren, während der Vater sich stundenlang mit seinen Offizieren beriet. Prinz Felipe war die ganze Nacht in seiner Nähe. „Er sollte sehen, wie ich mein Amt ausübe, wenn alles in Frage gestellt ist“, berichtete Juan Carlos später über diese erzieherische Maßnahme. Erst als die Putschisten aufgaben, schickten die Eltern den übernächtigten Sohn am nächsten Tag wie gewohnt zur Schule. Das Datum des Putsches wird von den Spaniern als der „23-F“ bezeichnet. Kritisiert wird allerdings, dass Juan Carlos vor seiner Stellungnahme gegen die Putschisten damals mehrere Stunden zögerte; er verschaffte sich einen Überblick über die Lage und beriet sich über das geeignete Vorgehen. Von gewichtigen Zeitzeugen, wie in der literarischen Verarbeitung wird seine Leistung, wie auch er selbst – als ein Garant für die Demokratie in Spanien – jedoch gewürdigt.
Am Tag nach dem Putsch mahnte der König die Politik:

„Eine harte und offene Reaktion gegen die Verantwortlichen des Aufstandes ist ebenso wenig ratsam, wie diese Reaktion auf die Streit- und Sicherheitskräfte generell zu übertragen.“

Die Frage der Autonomien in Spanien wurde ebenso vertagt wie eine Militär- oder Polizeireform.
Noch 15 Jahre vor dem Putsch – zu Francos Zeiten – hatte sich Juan Carlos bei einem britischen Diplomaten beklagt, er spüre unter den Spaniern „nirgendwo eine spontane starke Zuneigung für die Monarchie“. Nach dem vereitelten Putsch errang der Monarch die bemängelte Zuneigung und den Respekt der Spanier. Auch die spanische Presse hielt sich lange mit Kritischem zurück. Als beispielsweise ein Paparazzo zu Beginn der 1990er Jahre Nacktfotos von Juan Carlos beim Sonnenbad auf seiner Yacht Fortuna schoss, wollte keine spanische Zeitschrift diese erwerben.
Spanien profitierte wirtschaftlich vom EU-Beitritt im Jahr 1986. Vier Jahre zuvor hatte Juan Carlos die Fußball-Weltmeisterschaft 1982 eröffnet. 1992 eröffnete er als spanisches Staatsoberhaupt die Weltausstellung in Sevilla und die Olympischen Spiele in Barcelona.

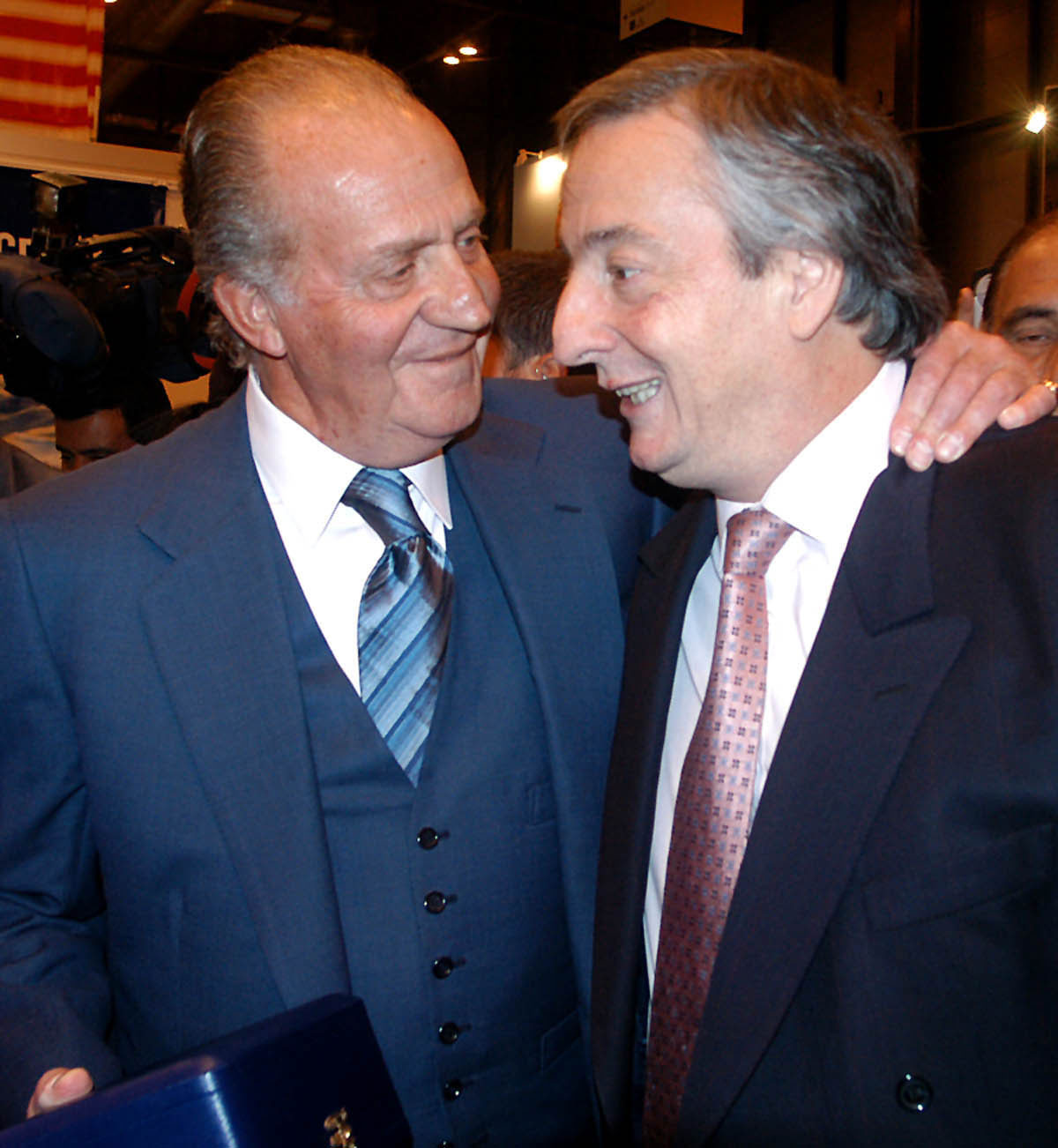
OEI (2004), Don Juan Carlos mit dem damaligen argentinischen Präsidenten Néstor Kirchner

Organisation Iberoamerikanischer Staaten

Ähnlich der Position der britischen Monarchin im Commonwealth of Nations, hat der spanische König die repräsentative Funktion des Ehrenpräsidenten der Organisation der Ibero-Amerikanischen Staaten inne. Ein in diesem Zusammenhang regelmäßig stattfindender Iberoamerika-Gipfel ist ein Forum der Staats- und Regierungschefs von 20 lateinamerikanischen Staaten sowie der europäischen Staaten Spanien, Portugal und Andorra. Die Gipfel fanden zuvor jährlich statt. Angesichts des nachlassenden Interesses beschloss der XXIII. Gipfel 2013, fortan nur noch jedes zweite Jahr zu tagen.
Im Jahr 1995 wurde ein Attentatsplan der ETA auf den König aufgedeckt. Katalanische Separatisten sehen in Juan Carlos den Vertreter des verhassten Zentralstaates und verbrannten im Jahr 2007 Bilder des Königs. In weiten Kreisen der Bevölkerung gilt der König als Freund des direkten Wortes. Sein an Hugo Chávez gerichtetes ¿Por qué no te callas? (Warum hältst du nicht die Klappe?) auf dem Iberoamerika-Gipfel November 2007 in Santiago de Chile machte Schlagzeilen. Die Tonaufnahme wurde von vielen Spaniern als Klingelmotiv auf ihr Handy geladen.
Im Februar 2014 veröffentlichte der König, dass er für seine Familienmitglieder erstmals feste Jahresgehälter festgelegt habe. Bis dahin hatte er die Zuwendungen nicht im Detail publik gemacht und je nach Anzahl der öffentlichen Auftritte veranschlagt. Begründung für die Neuregelung: das neue System sei transparenter. Sofia erhielt einen Jahresbetrag von 63.000 Euro brutto, plus 53.000 Euro für Repräsentationskosten. Der König selbst erhielt nach dem Königshaus-Budget, wie im Vorjahr, insgesamt 293.000 Euro – Sohn Felipe 146.000 Euro. Das Gesamtbudget der Königsfamilie 2014 betrug 7,8 Millionen Euro, 2 Prozent weniger als im Vorjahr, ohne dass Kosten für Dienstreisen, -fahrzeuge, Sicherheitsmaßnahmen und Gebäudeinstandhaltungen enthalten waren. Damit wollte er vor dem Inkrafttreten eines neuen Politiker-Transparenzgesetzes ein Beispiel setzen. Es kann von einem zweistelligen Millionenbetrag an Aufwendungen ausgegangen werden (In Deutschland betrug das Budget des Bundespräsidialamts 2016 vergleichsweise knapp 20 Millionen Euro).

### Abdankung (2014)

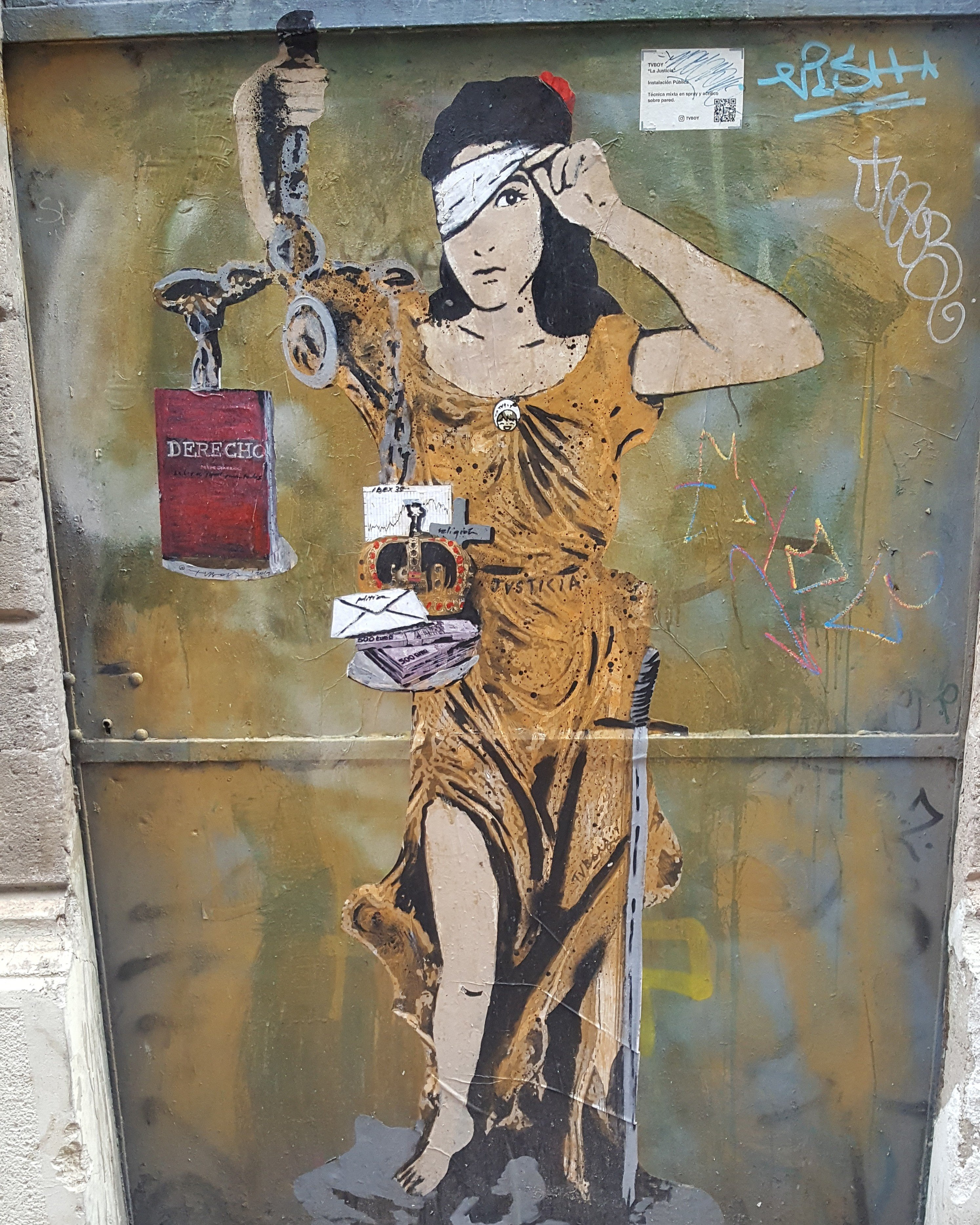
Wandgemälde: Representation der spanischen Justitia

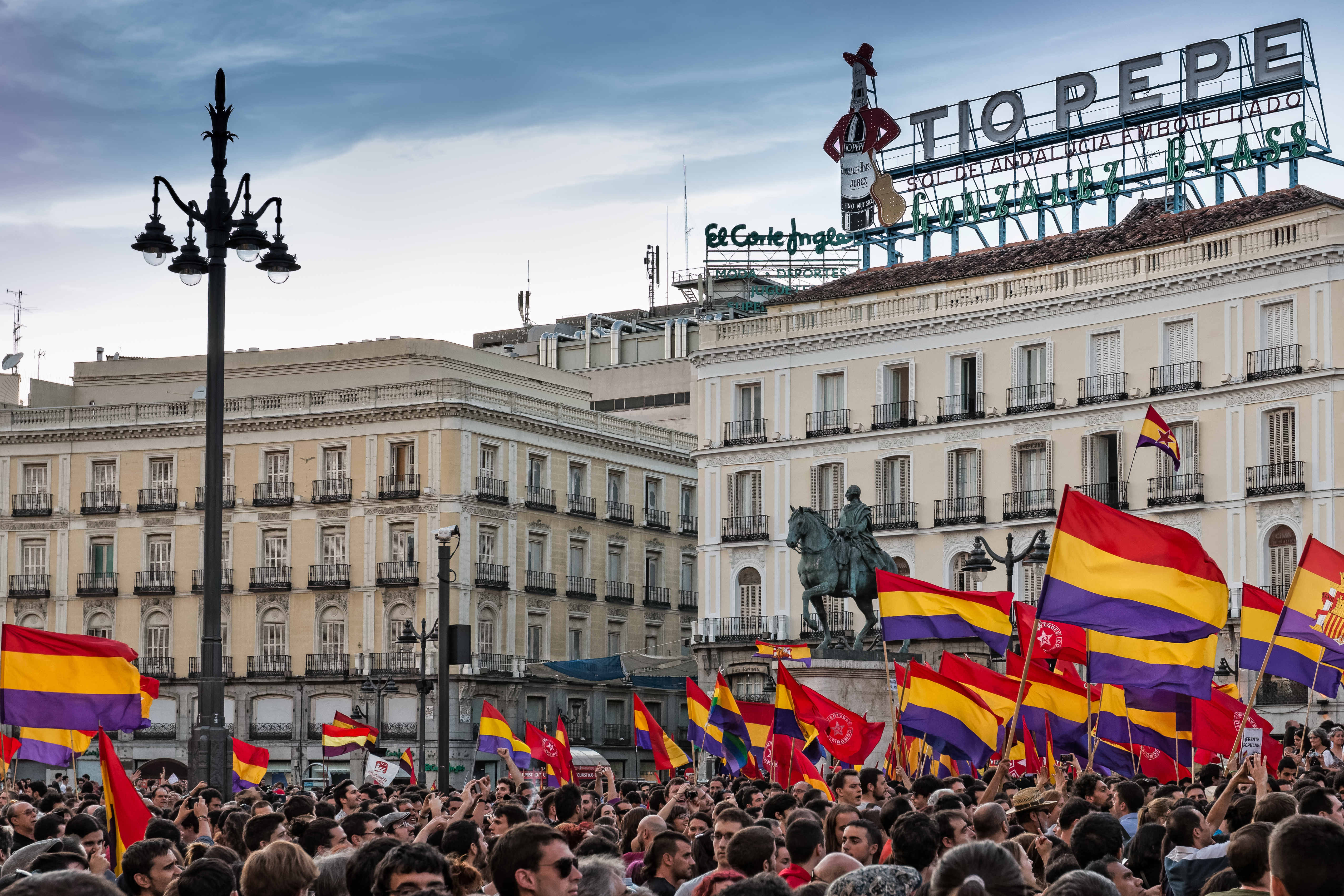
Protestkundgebung in Madrid für eine Republik, Flaggen aus der Zeit der 2. Republik

Nach dem Finanzskandal um seine jüngste Tochter Cristina und Schwiegersohn Iñaki Urdangarin und der Elefantenjagd während der Luxussafari 2012 bei Gerald Grosvenor, Herzog von Westminster inmitten der Rezession litt das Ansehen von Juan Carlos sehr. Anfang 2014 waren Umfragen zufolge 62 % der Spanier für seine Abdankung, und die Unterstützung für die Monarchie rutschte erstmals unter 50 %.
Nach Berichten spanischer Medien sei Juan Carlos von seinen drei ehelichen Kindern Elena, Cristina und Felipe, dem damaligen Kronprinzen, zur Abdankung gedrängt worden, nachdem er diesen mitgeteilt habe, dass er sich von seiner Gattin Sofía scheiden lassen wolle, um seine langjährige Geliebte und ständige Begleiterin der letzten Jahre, Corinna zu Sayn-Wittgenstein-Sayn, zu heiraten.
Am 2. Juni 2014 gab Ministerpräsident Mariano Rajoy bekannt, dass Juan Carlos abdanken werde und darum gebeten habe, das Thronfolgeverfahren zugunsten Prinz Felipes einzuleiten. In der spanischen Thronfolge werden weiterhin männliche Erben den weiblichen gegenüber bevorzugt. Diese geschlechtsspezifische Regelung wird teilweise als sexistisch kritisiert. Gemäß Art. 57 der Verfassung ist für Abdankung und Nachfolge ein Organgesetz nötig, das vom Parlament zu beschließen ist. Tausende Menschen demonstrierten in Madrid für eine Abschaffung der Monarchie. Vor allem linke und grüne Parteien hatten zu spontanen Protesten gegen die Monarchie auch in zahlreichen anderen Städten aufgerufen. Demonstranten riefen nach einer Volksabstimmung und schwenkten die rot-gelb-violetten Flaggen aus der Zeit der 2. Republik. Allein auf der Madrider Puerta del Sol sollen sich 30.000 Menschen versammelt haben. Das spanische Medienecho blieb dagegen verhalten.
Ein von der Regierung nachträglich entworfenes Organgesetz wurde dem Parlament und später dem Senat zur Verabschiedung vorgelegt. Kompletter Text:

„1. Su Majestad el Rey Don Juan Carlos I de Borbón abdica la Corona de España.

 2. La abdicación será efectiva en el momento de entrada en vigor de la presente ley orgánica.“

„1. Seine Majestät der König Juan Carlos I. de Borbón dankt von der Krone Spaniens ab.

 2. Die Abdankung ist wirksam im Moment des Inkrafttretens des vorliegenden Organgesetzes.“

Es trat zum 19. Juni 2014 in Kraft. Auch dieser sehr kurze ergänzende Gesetzestext, in dem unter anderem Pensionsregelungen fehlten, war Gegenstand von Kritik.
Das scheidende Königspaar wird offiziell weiterhin mit dem Ehrentitel „Majestät“ angeredet. In der Rangfolge des Protokolls stehen sie hinter Felipe VI., Letizia sowie deren Töchtern Leonor und Sofía. Die Regierung Rajoy verlieh Juan Carlos den Ehrentitel König Emeritus.
Juan Carlos verlor mit seiner Ablösung als König seine von der Verfassung garantierte Immunität. Regierung und Parlament befassten sich damit, ob und wie durch ein neues Gesetz oder eine Gesetzesanpassung dem ehemaligen Monarchen besonderer Rechtsschutz gewährt werden könnte. Das Königshaus selbst äußerte, dass eine Beibehaltung der juristischen Unantastbarkeit verfassungswidrig wäre. Trotzdem wurde für vernünftig erachtet, dem scheidenden König das gleiche Privileg zu gewähren, das in Spanien mehr als zehntausend Politiker, Richter und Staatsanwälte haben: das Recht, sich einzig vor dem Obersten Gericht verantworten zu müssen. Dieser rechtliche Status, so hieß es, solle mit der Abdankung in Kraft treten und Juan Carlos’ komplette vorangegangene Amtszeit abdecken.

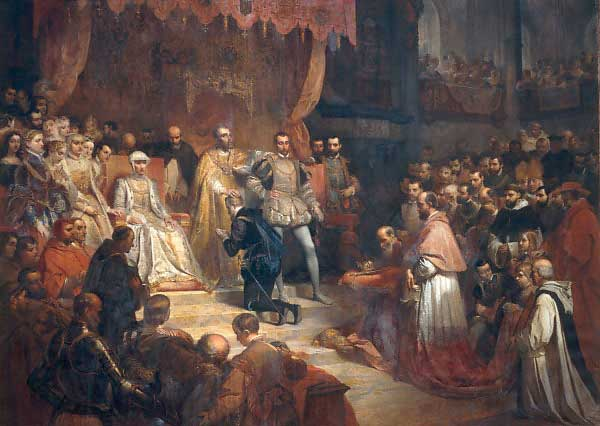
Übertragung der Herrschaft über die Niederlande, 25. Oktober 1555, Karl V. an Philipp II. (Gemälde von Louis Gallait, 1841)

In der neuzeitlichen Geschichte gab es in Spanien bereits mehrere Thronverzichte: 1556 übergab Kaiser Karl V. (in seiner Funktion als König Karl I. von Spanien) seinem Sohn Philipp II. ein absolutistisch regiertes Weltreich, kurz vor dem Höhepunkt der imperialen Ausdehnung. 1724 dankte Philipp V. zugunsten seines Sohnes Ludwig ab, bestieg den Thron allerdings nach dessen frühem Tod im selben Jahr erneut und regierte bis zu seinem Lebensende 1746. 1808 wurde König Karl IV. gezwungen, zugunsten seines Sohnes Ferdinand VII. abzudanken. Königin Isabella II. entsagte der Krone am 25. Juni 1870 zugunsten ihres Sohns Alfons XII., nachdem sie wegen der Septemberrevolution von 1868 bereits ins Exil gegangen war. Am 10. Februar 1873 dankte der statt ihrer eingesetzte Amadeus I. ab, woraufhin die Republik ausgerufen wurde. 1874 konnte Alfons XII. den Thron dann tatsächlich besteigen. Juan Carlos’ Großvater Alfons XIII. verlor ihn 1931 durch erneute Abschaffung der Monarchie.
Der Abdankung Juan Carlos’ im Palast wohnten etwa 160 geladene Gäste bei. Dem Schauplatz wird Symbolträchtigkeit nachgesagt: Im selben Säulensaal des Palasts war 1975 der Leichnam des Diktators Francisco Franco aufgebahrt worden und hatte Spanien 1985 seinen Beitritt zur damaligen Europäischen Gemeinschaft unterzeichnet. Angesichts der spanischen Wirtschaftskrise fand alles in einem vergleichsweise bescheidenen Rahmen statt. Rund 6000 Sicherheitskräfte standen bereit, um einen sicheren Ablauf der Zeremonie zu gewährleisten. Die Polizei untersagte Gegendemonstrationen im Zentrum während dieser Zeit.
Seinem Sohn und jetzigem Staatsoberhaupt gab er einst aus eigener Erfahrung den Rat:

„Hier musst Du Dir den Thron immer aufs Neue verdienen, Tag für Tag, Monat für Monat, Jahr für Jahr. Und wenn Du das Volk gegen Dich hast, kannst Du einpacken.“

## Ruhestand

### Verfahren wegen Korruptionsvorwurf und Geldwäsche
Die spanische Staatsanwaltschaft leitete im Sommer 2020 drei Ermittlungen gegen Juan Carlos ein. Im August 2008, während der Weltfinanzkrise, erhielt König Juan Carlos I. vom damaligen saudischen König Abdullah ibn Abd al-Aziz 100 Millionen Dollar (65 Millionen Euro) auf ein Schweizer Bankkonto der Bank Mirabaud in Genf seiner panamaischen Stiftung (einziger Begünstigter: Juan Carlos I.). Dabei geht es um den Vorwurf, er habe die 100 Millionen US-Dollar Schmiergeld von den Saudis für die Vermittlung eines Geschäfts mit einem spanischen Baukonsortium kassiert. Damals genoss er als Monarch Immunität. In Zusammenhang mit der Zahlung wurde er nun aber der Steuerhinterziehung und der Geldwäsche nach seiner Abdankung 2014 verdächtigt. Neben der Schmiergeldaffäre um die Bahnstrecke Medina–Mekka wurde im Zusammenhang mit Geschenken des mexikanischen Milliardärs Allen Sanginés-Krause und verborgenem Vermögen von fast 10 Millionen Euro auf einem aktiven Konto auf der Insel Jersey ermittelt.
2012 überwies er ca. 65 Millionen Euro von dem Schweizer Bankkonto an seine enge Vertraute, Corinna zu Sayn-Wittgenstein-Sayn. Die Genfer Staatsanwaltschaft eröffnete 2018 aufgrund dieser Transaktionen ein Verfahren wegen mutmaßlicher schwerer Geldwäsche. Die Öffentlichkeit erfuhr erst Anfang März 2020 davon.
Wegen der mutmaßlichen finanziellen Unregelmäßigkeiten kündigte König Felipe VI. am 15. März 2020 an, auf jedes Erbe seines Vaters zu verzichten sowie ihm das jährliche Gehalt zu entziehen (2019 rund 194.000 Euro). Felipe VI. ist beim Tod seines Vaters als Begünstigter zweier Offshore-Stiftungen aufgeführt, davon habe er jedoch erst 2019 Kenntnis erhalten.
Im Juni leitete der Oberste Gerichtshof Spaniens ein Ermittlungsverfahren ein, in dem unter anderem ein Korruptionsvorwurf gegen Juan Carlos überprüft wird.
Zur Abwendung eines Strafverfahrens wegen Steuerbetrugs zahlte Juan Carlos Ende 2020 zunächst 678.393,72 Euro für die Zeit von 2016 bis 2018, im Februar 2021 weitere knapp 4,4 Millionen an Steuerschulden nach. Anfang 2021 wurde bekannt, dass Juan Carlos mit einer freiwilligen Nachzahlung an den spanischen Fiskus weitere 4,4 Mio. € Steuerschulden beglichen habe.

### Verlassen des Landes
Am 3. August 2020 verließ Juan Carlos heimlich Spanien, um – wie es in einem später veröffentlichten Brief hieß – die Arbeit Felipes vor dem Hintergrund der Vorwürfe zu „erleichtern“. Der Zarzuela-Palast veröffentlichte den Brief von Juan Carlos an seinen Sohn, König Felipe. In diesem Brief kündigte Juan Carlos an, dass er Spanien verlassen und ins Ausland gehen wolle. Am Folgetag wurde berichtet, dass Juan Carlos das Land bereits verlassen habe.
Die Regierung von Ministerpräsident Pedro Sánchez versicherte, dass – ungeachtet der Ausreise und des unbekannten Aufenthaltsorts – der emeritierte König nicht vor der Justiz geflohen sei. Sánchez’ Stellvertreter, Pablo Iglesias, sprach hingegen von einer „unwürdigen Flucht“. Ein Anwalt von Juan Carlos versicherte, sein Mandant stehe der spanischen Justiz auch nach dem Verlassen des Landes zur Verfügung. Nach zwei Wochen teilte das Königshaus mit, Juan Carlos sei in die Vereinigten Arabischen Emirate gereist und halte sich dort auf.
Die ehemalige Königin von Spanien und Ehefrau von Juan Carlos, Sofia, war von den Vorgängen um ihren Mann nicht betroffen. Sie verließ Spanien nicht, sondern lebt weiterhin in Madrid.
Nach zwei Jahren Abwesenheit kehrte Juan Carlos aus dem Exil in Abu Dhabi in einem Privatflugzeug für eine Segelregatta in Vigo zurück nach Spanien. Seine Rückkehr war umstritten. Seine Reise wurde durch den Beschluss der Regierung erschwert, die vom Königshaus aufgegriffen wurde, ihm die Übernachtung im Palacio de la Zarzuela nicht zu gestatten, da es sich nicht um die Privatresidenz der königlichen Familie, sondern um den Sitz des Staatsoberhauptes handele. Es wurde betont, dass der emeritierte König zwar von jeglicher strafrechtlichen Verantwortung in Spanien befreit worden sei – aufgrund der Immunität, die er als früherer König genoss, der Verjährung von Straftaten oder der von ihm vorgelegten Steuerregularisierung –, dass er aber keine Erklärung abgegeben oder sich bei der spanischen Gesellschaft für sein Verhalten entschuldigt habe. Es waren außerdem noch Verfahren vor der Schweizer und der britischen Justiz anhängig. Der Richter des High Court in London, Matthew Nicklin, hatte die Unantastbarkeit von Juan Carlos I. abgelehnt, so dass er nach der von Corinna Larsen gegen ihn eingereichten Klage wegen Belästigung vor Gericht gestellt werden kann. Laut Anklageschrift soll der König sie persönlich oder durch „Agenten“ in seinen Diensten, wie den ehemaligen CNI-Direktor Félix Sanz Roldán, belästigt haben. Die Klage von Corinna Larsen auf Zahlung von umgerechnet 140 Millionen Euro Schadensersatz wegen „Belästigung und Spionage“ nach der Trennung wurde vom High Court of Justice abgewiesen.
Im September 2022 nahm Juan Carlos am Staatsbegräbnis für Königin Elisabeth II. in der Westminster Abbey gemeinsam mit seiner Ehefrau Sofia und dem Königspaar teil, obwohl ihn die Regierung Spaniens gebeten hatte, dem Ereignis fernzubleiben.

## Persönlichkeit und Interessen
Juan Carlos ist Mitglied im Club of Rome und der Bruderschaft St. Christoph. Er ist aktiver Funkamateur und Ehrenpräsident der Unión de Radioaficionados Españoles. Sein Amateurfunkrufzeichen ist EAØJC. Er ist begeisterter Segler mit der eigenen Yacht Bribon (51 Fuß IMS Racer) und nahm mehrfach an Regatten teil, so an der Copa del Rey vor Mallorca und am Sardinia Cup vor Sardinien. Bei den Olympischen Sommerspielen 1972 startete er im Drachen und belegte den fünfzehnten Rang.
Juan Carlos ist Jäger. Nach einem Jagdunfall im April 2012 in Botswana erhielt er in einem Krankenhaus in Madrid eine Hüftprothese. Durch den Unfall wurde die Reise öffentlich bekannt. Der König wurde für diese kostspielige Reise inmitten der Wirtschaftskrise des Landes kritisiert. Als bekannt wurde, dass er Elefanten jagte, sammelte die spanische Sektion des WWF, deren Ehrenpräsident Juan Carlos 44 Jahre war, tausende Unterschriften für seine Absetzung aus dieser Position. Nach der Entlassung aus dem Krankenhaus entschuldigte sich Juan Carlos für sein Verhalten. Am 21. Juli 2012 wurde er bei einer außerordentlichen Hauptversammlung des WWF Spanien durch die Abschaffung dieses Amtes seiner Ehrenfunktion enthoben.

## Titel, Orden, Ehrungen

### Titel
Juan Carlos I. hat eine auch für Monarchen ungewöhnlich lange Titelliste. Da gemäß der spanischen Verfassung auch historische und erloschene Titel aufgezählt werden, wurde er bezeichnet als „Seine Majestät Don Juan Carlos I. de Borbón y Borbón“:
- König von Spanien,
- König von Kastilien, von León, von Aragón, beider Sizilien (Neapel-Sizilien), von Jerusalem, von Navarra, von Valencia, von Galicien, von Granada, von Córdoba, von Jaén, von Sevilla, von Toledo, von Murcia, von Sardinien, Korsika, Algarve, Algeciras, von Mallorca, der Kanarischen Inseln, der West- und Ostindischen Inseln und der Neuen Inseln und Festländer des Ozeans (Amerika),
- Erzherzog von Österreich,
- Herzog von Burgund, Brabant, Mailand, Athen und Neopatras,
- Graf von Habsburg, Flandern, Tirol, Roussillon und Barcelona,
- Herr von Biscaya und Molina de Aragón,
- Generalkapitän der königlichen Streitkräfte und deren Oberkommandierender,
- Großmeister des Spanischen Ordens vom Goldenen Vlies,
- Großmeister der Ritterorden von Karl III., Montesa, Alcántara, Calatrava, Santiago, Maria Luisa,
- Ritter des Ordens von St. Xavier, des Ordens von Anunciada, des Hosenbandordens (KG),
- Großkreuz-Bailli des griechischen Ordens des Heiligen Georg und Heiligen Konstantin,
- Ehren- und Devotions-Großkreuz-Bailli des Souveränen Malteserordens,
- Träger des Großkreuzes der Légion d’honneur,
- Träger des Großkreuzes des Ritterordens vom Heiligen Grab zu Jerusalem.

Unter dieser Titulatur kommen auch habsburgische Titel vor. Diese sind ein Relikt aus der Herrschaft der Habsburger bis 1700, das von den nachfolgenden Bourbonen übernommen wurde. Außerdem ist er Träger verschiedener anderer Ordenstitel.

### Namensgeber
Juan Carlos ist Namensgeber für
- das Mehrzweckkriegsschiff Juan Carlos I,
- die Madrider Universität Rey Juan Carlos,
- der Juan-Carlos-I.-Preis für Wirtschaftswissenschaft.

### Ehrungen (Auszug)
- Juan Carlos ist Ehrendoktor u. a. der Universitäten New York, Harvard, Sorbonne, Oxford, Bologna, Cambridge, Bangkok und Jerusalem.
- 1962 Großkreuz mit Collane des Ordens Karls III.
- 1970 Großkreuz des Turm- und Schwertordens
- 1975 Collane des Finnischen Ordens der Weißen Rose
- Die Sonderstufe des Großkreuzes des Verdienstordens der Bundesrepublik Deutschland wurde ihm anlässlich eines Staatsbesuches am 19. April 1977 vom damaligen Bundespräsidenten Walter Scheel verliehen.
- 1978 Groß-Stern des Ehrenzeichens für Verdienste um die Republik Österreich[59]

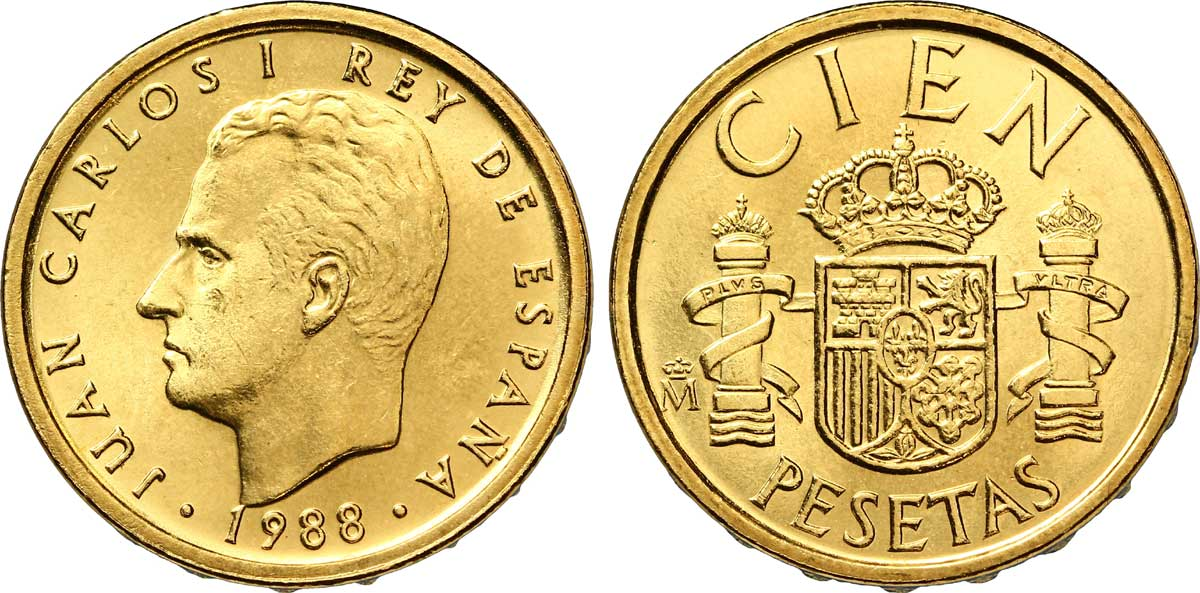
100 Peseten-Münze

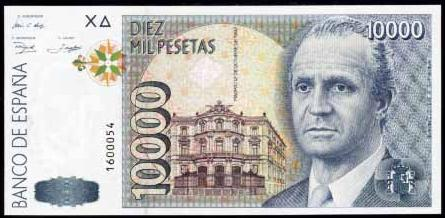
10000 Peseten-Banknote (1992)

- 1978 Collane des Ordens des heiligen Jakob vom Schwert
- 1978 Collane des Ordens des Infanten Dom Henrique
- 1980 Ritter des Nassauischen Hausordens vom Goldenen Löwen[60]
- 1980: Elefanten-Orden, höchster und ältester dänischer Ritterorden

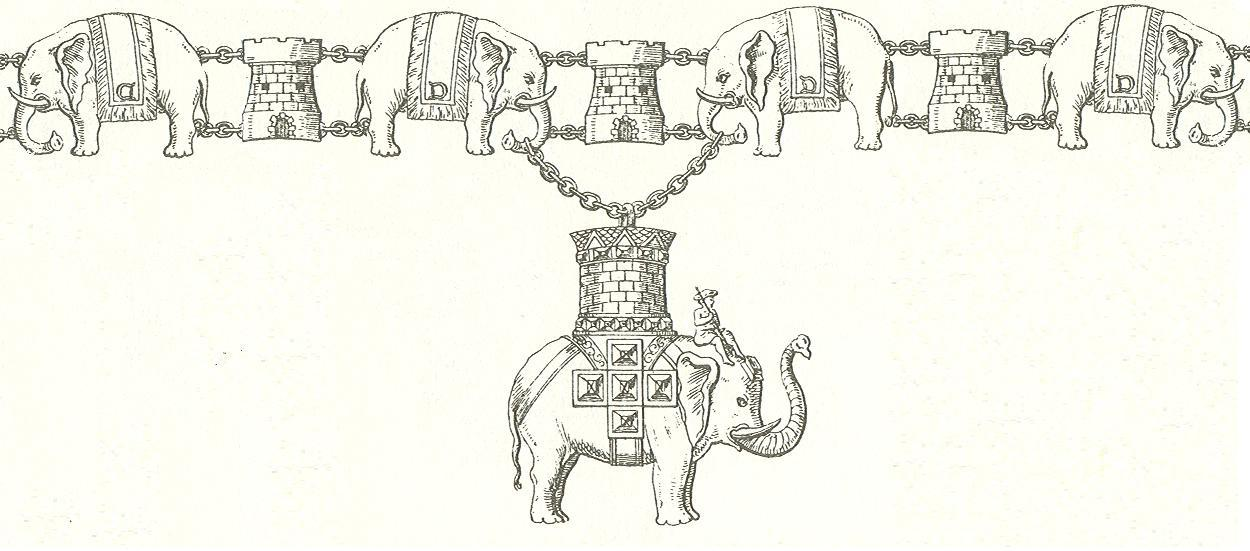
Elefanten-Orden

- 1982 internationaler Karlspreis der Stadt Aachen
- 1985 Collane des Falkenordens
- 1995 Collane des Ordens des Weißen Löwen
- 1996 Großkreuz des portugiesischen Christusordens
- 2000 Collane des Turm- und Schwertordens
- 2002 Orden der Freiheit der Republik Slowenien in Gold
- 2003 Großkreuz mit Collane des Sterns von Rumänien
- 2006 Deutscher Medienpreis (überreicht 2007)
- 2007 Großkreuz des Ritterordens von Avis
- Die kommunistische Partei Chinas ernannte ihn zum Alten Freund des chinesischen Volkes.[61]

### Auszeichnungen
- 1983 Simón-Bolívar-Preis der UNESCO[62]
- 1994 Félix-Houphouët-Boigny-Friedenspreis mit dem ehemaligen US-Präsidenten Jimmy Carter
- 1996 Four Freedoms Award, Friedenspreis

## Vorfahren und Nachkommen
| Ahnentafel Juan Carlos I., König von Spanien                                                 | Ahnentafel Juan Carlos I., König von Spanien | Ahnentafel Juan Carlos I., König von Spanien | Ahnentafel Juan Carlos I., König von Spanien | Ahnentafel Juan Carlos I., König von Spanien | Ahnentafel Juan Carlos I., König von Spanien | Ahnentafel Juan Carlos I., König von Spanien | Ahnentafel Juan Carlos I., König von Spanien | Ahnentafel Juan Carlos I., König von Spanien | |
| -------------------------------------------------------------------------------------------- | --- | --- | --- | --- | --- | --- | --- | --- | --- |
| Alt-Eltern                                                                                   | Infant Franz d’Assisi von Spanien (1822–1902) ⚭ 1846 Königin Isabella II. (1830–1904)                                                                           | Erzherzog Karl Ferdinand von Österreich (1818–1874) ⚭ 1854 Erzherzogin Elisabeth Franziska Maria (1831–1903)                                                    | Prinz Alexander von Hessen-Darmstadt (1823–1888) ⚭ 1851 Gräfin Julia Hauke (1825–1895)                                                                          | Prinz Albert von Sachsen-Coburg und Gotha (1819–1861) ⚭ 1840 Königin Victoria von Großbritannien und Irland (1819–1901)                                                                    | König Ferdinand II. beider Sizilien (1810–1859) ⚭ 1837 Erzherzogin Maria Theresia von Österreich (1816–1867)                                                                               | Prinz Franz de Paula von Beiden Sizilien, Graf von Trapani (1827–1892) ⚭ 1850 Erzherzogin Maria Isabella von Österreich (1834–1901)                                                        | Herzog Ferdinand Philipp von Orléans (1810–1842) ⚭ 1837 Herzogin Helene zu Mecklenburg-Schwerin (1814–1858)                                          | Antoine von Orléans, Herzog von Montpensier (1824–1890) ⚭ 1846 Infantin Maria Luisa von Spanien (1832–1897)                                          | |
| Urgroßeltern                                                                                 | König Alfons XII. (1857–1885) ⚭ 1879 Erzherzogin Maria Christina von Österreich (1858–1929)                                                                     | König Alfons XII. (1857–1885) ⚭ 1879 Erzherzogin Maria Christina von Österreich (1858–1929)                                                                     | Prinz Heinrich Moritz von Battenberg (1858–1896) ⚭ 1885 Prinzessin Beatrice von Großbritannien und Irland (1857–1944)                                           | Prinz Heinrich Moritz von Battenberg (1858–1896) ⚭ 1885 Prinzessin Beatrice von Großbritannien und Irland (1857–1944)                                                                      | Prinz Alfons Maria von Neapel-Sizilien, Graf von Caserta (1841–1934) ⚭ 1868 Prinzessin Maria Antonia von Neapel-Sizilien (1851–1938)                                                       | Prinz Alfons Maria von Neapel-Sizilien, Graf von Caserta (1841–1934) ⚭ 1868 Prinzessin Maria Antonia von Neapel-Sizilien (1851–1938)                                                       | Prinz Louis Philippe Albert von Orléans, Graf von Paris (1838–1894) ⚭ 1864 Prinzessin Maria Isabella von Orléans-Montpensier (1848–1919)             | Prinz Louis Philippe Albert von Orléans, Graf von Paris (1838–1894) ⚭ 1864 Prinzessin Maria Isabella von Orléans-Montpensier (1848–1919)             | |
| Großeltern                                                                                   | König Alfons XIII. (1886–1941) ⚭ 1906 Prinzessin Victoria Eugénie von Battenberg (1887–1969)                                                                    | König Alfons XIII. (1886–1941) ⚭ 1906 Prinzessin Victoria Eugénie von Battenberg (1887–1969)                                                                    | König Alfons XIII. (1886–1941) ⚭ 1906 Prinzessin Victoria Eugénie von Battenberg (1887–1969)                                                                    | König Alfons XIII. (1886–1941) ⚭ 1906 Prinzessin Victoria Eugénie von Battenberg (1887–1969)                                                                                               | Prinz Carlos Maria von Bourbon-Sizilien (1870–1949) ⚭ 1907 Prinzessin Louise Françoise von Orléans (1882–1958)                                                                             | Prinz Carlos Maria von Bourbon-Sizilien (1870–1949) ⚭ 1907 Prinzessin Louise Françoise von Orléans (1882–1958)                                                                             | Prinz Carlos Maria von Bourbon-Sizilien (1870–1949) ⚭ 1907 Prinzessin Louise Françoise von Orléans (1882–1958)                                       | Prinz Carlos Maria von Bourbon-Sizilien (1870–1949) ⚭ 1907 Prinzessin Louise Françoise von Orléans (1882–1958)                                       | |
| Eltern                                                                                       | Juan de Borbón y Battenberg, Graf von Barcelona (1913–1993) ⚭ 1935 María de las Mercedes de Borbón y Orleans, Prinzessin Beider Sizilien (1910–2000)            | Juan de Borbón y Battenberg, Graf von Barcelona (1913–1993) ⚭ 1935 María de las Mercedes de Borbón y Orleans, Prinzessin Beider Sizilien (1910–2000)            | Juan de Borbón y Battenberg, Graf von Barcelona (1913–1993) ⚭ 1935 María de las Mercedes de Borbón y Orleans, Prinzessin Beider Sizilien (1910–2000)            | Juan de Borbón y Battenberg, Graf von Barcelona (1913–1993) ⚭ 1935 María de las Mercedes de Borbón y Orleans, Prinzessin Beider Sizilien (1910–2000)                                       | Juan de Borbón y Battenberg, Graf von Barcelona (1913–1993) ⚭ 1935 María de las Mercedes de Borbón y Orleans, Prinzessin Beider Sizilien (1910–2000)                                       | Juan de Borbón y Battenberg, Graf von Barcelona (1913–1993) ⚭ 1935 María de las Mercedes de Borbón y Orleans, Prinzessin Beider Sizilien (1910–2000)                                       | Juan de Borbón y Battenberg, Graf von Barcelona (1913–1993) ⚭ 1935 María de las Mercedes de Borbón y Orleans, Prinzessin Beider Sizilien (1910–2000) | Juan de Borbón y Battenberg, Graf von Barcelona (1913–1993) ⚭ 1935 María de las Mercedes de Borbón y Orleans, Prinzessin Beider Sizilien (1910–2000) | |
| König Juan Carlos I. von Spanien (* 1938) ⚭ 1962 Prinzessin Sophia von Griechenland (* 1938) | | | | | | | | | |
| Kinder                                                                                       | Elena Maria Isabel Dominica de Silos de Borbón y Grecia, Infantin von Spanien, Herzogin von Lugo (* 1963) ⚭ 1995 Jaime de Marichalar y Sáenz de Tejada (* 1963) | Elena Maria Isabel Dominica de Silos de Borbón y Grecia, Infantin von Spanien, Herzogin von Lugo (* 1963) ⚭ 1995 Jaime de Marichalar y Sáenz de Tejada (* 1963) | Elena Maria Isabel Dominica de Silos de Borbón y Grecia, Infantin von Spanien, Herzogin von Lugo (* 1963) ⚭ 1995 Jaime de Marichalar y Sáenz de Tejada (* 1963) | Cristina Federica Victoria Antonia de Borbón y Grecia, Infantin von Spanien (* 1965) ⚭ 1997 Iñaki Urdangarin (* 1968)                                                                      | Cristina Federica Victoria Antonia de Borbón y Grecia, Infantin von Spanien (* 1965) ⚭ 1997 Iñaki Urdangarin (* 1968)                                                                      | Cristina Federica Victoria Antonia de Borbón y Grecia, Infantin von Spanien (* 1965) ⚭ 1997 Iñaki Urdangarin (* 1968)                                                                      | König Felipe VI. (* 1968) ⚭ 2004 Letizia Ortiz Rocasolano (* 1972)                                                                                   | König Felipe VI. (* 1968) ⚭ 2004 Letizia Ortiz Rocasolano (* 1972)                                                                                   | König Felipe VI. (* 1968) ⚭ 2004 Letizia Ortiz Rocasolano (* 1972)                                                                     |
| Enkel                                                                                        | - Felipe Juan Froilán de Marichalar y de Borbón (* 1998) - Victoria Federica de Marichalar y de Borbón (* 2000)                                                 | - Felipe Juan Froilán de Marichalar y de Borbón (* 1998) - Victoria Federica de Marichalar y de Borbón (* 2000)                                                 | - Felipe Juan Froilán de Marichalar y de Borbón (* 1998) - Victoria Federica de Marichalar y de Borbón (* 2000)                                                 | - Juan Valentín Urdangarin y de Borbón (* 1999) - Pablo Nicolás Sebastian Urdangarin y de Borbón (* 2000) - Miguel Urdangarin y de Borbón (* 2002) - Irene Urdangarin y de Borbón (* 2005) | - Juan Valentín Urdangarin y de Borbón (* 1999) - Pablo Nicolás Sebastian Urdangarin y de Borbón (* 2000) - Miguel Urdangarin y de Borbón (* 2002) - Irene Urdangarin y de Borbón (* 2005) | - Juan Valentín Urdangarin y de Borbón (* 1999) - Pablo Nicolás Sebastian Urdangarin y de Borbón (* 2000) - Miguel Urdangarin y de Borbón (* 2002) - Irene Urdangarin y de Borbón (* 2005) | - Leonor de Borbón y Ortiz, Fürstin von Asturien, Fürstin von Girona (* 2005) - Sofía de Borbón y Ortiz, Infantin von Spanien (* 2007)               | - Leonor de Borbón y Ortiz, Fürstin von Asturien, Fürstin von Girona (* 2005) - Sofía de Borbón y Ortiz, Infantin von Spanien (* 2007)               | - Leonor de Borbón y Ortiz, Fürstin von Asturien, Fürstin von Girona (* 2005) - Sofía de Borbón y Ortiz, Infantin von Spanien (* 2007) |